# 白承婀

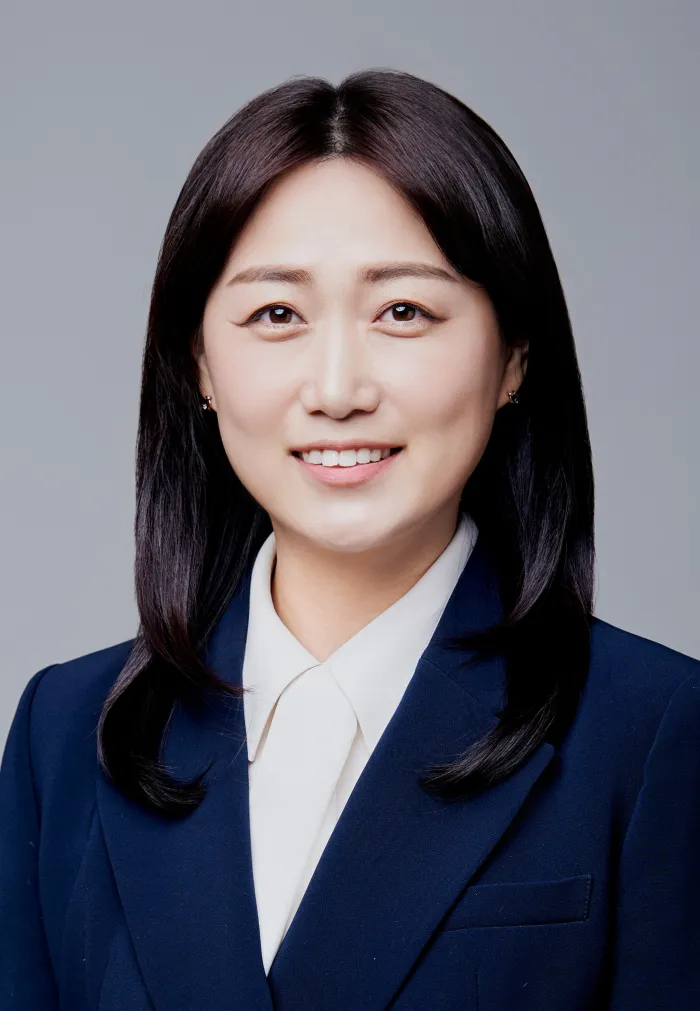
公式写真

白 承婀または百 承婀（ペク・スンア、朝鮮語: 백승아、1985年2月25日 - ）は、大韓民国の教員、労働運動家、政治家。第22代韓国国会議員。

## 経歴
忠清北道堤川市出身で、実家は同道忠州市にある。忠州女子高等学校、春川教育大学校卒。江原道の小学校教師、原州パランマムカフェ創立運営陣、江原教師労働組合委員長、教師労働組合連盟事務処長、初等教師労働組合首席副委員長を務めた後、教員を辞めて政界入り、共に民主連合常任共同選挙対策委員長・共同代表、共に民主党教育特別委員会委員長・院内副代表を務めた。